# René Bacherich
René Bacherich (ur.  1918, zm.  1986) – francuski brydżysta, teoretyk brydża.

## Wyniki brydżowe

### Olimpiady
Na olimpiadach uzyskał następujące rezultaty:
| Olimpiady brydżowe. Zawody teamów | Olimpiady brydżowe. Zawody teamów | Olimpiady brydżowe. Zawody teamów | Olimpiady brydżowe. Zawody teamów | Olimpiady brydżowe. Zawody teamów | Olimpiady brydżowe. Zawody teamów |
| Rok                               | Miejsce                           | Zawody                            | Kategoria                         | Drużyna                           | Pozycja                           |
| --------------------------------- | --------------------------------- | --------------------------------- | --------------------------------- | --------------------------------- | --------------------------------- |
| 1964                              | Nowy Jork                         | 2. Olimpiada Teamów               | Open                              | France                            | 8                                 |
| 1960                              | Turyn                             | 1. Olimpiada Teamów               | Open                              | France                            | 1                                 |

### Zawody światowe
W światowych zawodach zdobył następujące lokaty:
| Mistrzostwa Świata. Konkurencja teamów | Mistrzostwa Świata. Konkurencja teamów | Mistrzostwa Świata. Konkurencja teamów | Mistrzostwa Świata. Konkurencja teamów | Mistrzostwa Świata. Konkurencja teamów | Mistrzostwa Świata. Konkurencja teamów |
| Rok                                    | Miejsce                                | Zawody                                 | Kategoria                              | Drużyna                                | Pozycja                                |
| -------------------------------------- | -------------------------------------- | -------------------------------------- | -------------------------------------- | -------------------------------------- | -------------------------------------- |
| 1963                                   | Saint-Vincent                          | 12. Mistrzostwa Świata Teamów          | Open                                   | France                                 | 3                                      |
| 1961                                   | Buenos Aires                           | 10. Mistrzostwa Świata Teamów          | Open                                   | France                                 | 3                                      |
| 1956                                   | Paryż                                  | 6. Mistrzostwa Świata Teamów           | Open                                   | France                                 | 1                                      |
| 1954                                   | Monte Carlo                            | 4. Mistrzostwa Świata Teamów           | Open                                   | France                                 | 2                                      |

### Zawody europejskie
W europejskich zawodach zdobył następujące lokaty:
| Zawody europejskie. Konkurencja teamów | Zawody europejskie. Konkurencja teamów | Zawody europejskie. Konkurencja teamów | Zawody europejskie. Konkurencja teamów | Zawody europejskie. Konkurencja teamów | Zawody europejskie. Konkurencja teamów |
| Rok                                    | Miejsce                                | Zawody                                 | Kategoria                              | Drużyna                                | Pozycja                                |
| -------------------------------------- | -------------------------------------- | -------------------------------------- | -------------------------------------- | -------------------------------------- | -------------------------------------- |
| 1962                                   | Bejrut                                 | 22. Mistrzostwa Europy Teamów          | Open                                   | France                                 | 1                                      |
| 1961                                   | Torquay                                | 21. Mistrzostwa Europy Teamów          | Open                                   | France                                 | 2                                      |
| 1956                                   | Sztokholm                              | 17. Mistrzostwa Europy Teamów          | Open                                   | France                                 | 2                                      |
| 1955                                   | Amsterdam                              | 16. Mistrzostwa Europy Teamów          | Open                                   | France                                 | 1                                      |
| 1953                                   | Helsinki                               | 15. Mistrzostwa Europy Teamów          | Open                                   | France                                 | 1                                      |

## Klasyfikacja
- Rene Bacherich – klasyfikacja WBF (ang.)
- Rene Bacherich – klasyfikacja EBL (ang.)